# Pasir Makmur
Pasir Makmur is een bestuurslaag in het regentschap Rokan Hulu van de provincie Riau, Indonesië. Pasir Makmur telt 1029 inwoners (volkstelling 2010).